# نامه پهلوانی
نامهٔ پهلوانی کتابی از فریدون جنیدی است. این کتاب با انگیزه آموزش زبان پهلوی به همگان نوشته شده و در آن ابتدا دبیرهٔ پهلوی و پس از آن دستور زبان پهلوی آموزش داده شده‌است.